# Dromothelphusa
Dromothelphusa is een geslacht van kreeftachtigen uit de klasse van de Malacostraca (hogere kreeftachtigen).

## Soort
- Dromothelphusa longipes (A. Milne-Edwards, 1869)